# Saint-Haon-le-Vieux
Saint-Haon-le-Vieux è un comune francese di 939 abitanti situato nel dipartimento della Loira della regione dell'Alvernia-Rodano-Alpi.

## Società

### Evoluzione demografica
Abitanti censiti